# ماساکی ایکدا
ماساکی ایکدا (انگلیسی: Masaki Ikeda؛ زادهٔ ۸ ژوئیهٔ ۱۹۹۹) بازیکن فوتبال اهل ژاپن است.